# Gornje Primišlje
Gornje Primišlje je naselje u Republici Hrvatskoj, u sastavu grada Slunja, Karlovačka županija. 

## Stanovništvo
Prema popisu stanovništva iz 2001. godine, naselje je imalo 18 stanovnika te 8 obiteljskih kućanstava.

Prema popisu stanovništva 2011. godine naselje je imalo 13 stanovnika.
| broj stanovnika | 1916  | 1464  | 1303  | 1526  | 1538  | 1504  | 1462  | 1578  | 897   | 929   | 872   | 506   | 394   | 418   | 18    | 13    | 7     |
|                 | 1857. | 1869. | 1880. | 1890. | 1900. | 1910. | 1921. | 1931. | 1948. | 1953. | 1961. | 1971. | 1981. | 1991. | 2001. | 2011. | 2021. |